# 午夜陷阱
《午夜陷阱》是1992年互动式电影游戏，由Digital Pictures开发，世嘉面向 CD（美版以外稱為Mega-CD）发行。游戏主要以全动态影像呈现，当中玩家扮演一名特别探员，受命监视一群在充满危险的陌生人房屋举办睡衣派对的少女（达娜·柏拉图饰）。玩家须观看房子的实时监控视频，抓住时机触发机关捕获威胁少女的人士。玩家在监视时可自由切换镜头，持续观察少女们的动态并窃听她们的对话，利用听到的线索推动故事发展。
游戏的起源可追溯至1986年Axlon的一款游戏原型，当时该公司利用原型向孩之宝展示他们的Control-Vision游戏主机。该主机采用家用录像系统录影带技术，塑造电影般的观感。随着孩之宝接纳该主机，《午夜陷阱》的开发工作也被提上日程。影片的画面于次年录制，其后的剪辑及编程工作花了6个月的时间，直到1989年孩之宝突然取消Control-Vision，促使游戏执行制作人汤姆·齐托买下电影镜头，委托Digital Pictures完成制作。经过五年的录制，游戏最终于1992年在北美 CD发行，是该平台的首部互动电影。
游戏获得褒贬不一的评价。评论家盛赞游戏B级片的质感、扭曲的幽默感及顺滑的动画，但批评游戏玩法粗浅。后来，游戏与《真人快打》一同成为美国参议院委员会有关暴力电子游戏的听证会的讨论对象，提振了不少名气。游戏在听证会中被指鼓吹对妇女进行无端的暴力及性侵犯，促使零售商玩具反斗城和KB Toys于同年12月下架了游戏，世嘉于次月完全停止游戏的发行。参议院的听证会也最终促成了延续至今的北美电子游戏评级委员会娛樂軟件分級委員會的成立。风波平息后，游戏被移植到其他平台重新发行。由于全动态影像作为游戏媒介的吸引力与日俱增，评论家们对之后移植版本的评价都严厉了不少。2017年，为庆祝发行25周年，游戏重新发行。

## 游戏玩法

世嘉CD版游戏界面。

《午夜陷阱》是一款利用全动态影像呈现剧情及游戏玩法的互动式电影。玩家在游戏中警察小队的指引下，监视马丁家的实时监控画面，触发机关捕获任何有危害房子客人行为的人员。游戏中的监控镜头分布在房屋内外的八个地方，包括正门入口、客厅、厨房、卧室、浴室、车道及两条走廊。游戏还提供地图，方便玩家了解各房间的联系。玩家可随意切换镜头，跟进房屋内活动，从角色对话中找出线索。卧底侦探凯莉（Kelli）也会为玩家提供线索。玩家须力避凯莉、其他探员及客人误中陷阱。
游戏角色位于陷阱范围时，画面中的传感器栏会进入红色区并同时触发陷阱将其捕获。陷阱如果被激活，但传感器栏未变红，便不会工作并在短时间内失效。部分陷阱需要输入访问码才会生效。访问码共有六组，需要玩家窃听对话，找准马丁一家改变密码的时间借机获取。了解到新密码后，玩家必须等人说话人离开房间之后，趁着访问码未更改尽快输入，维持对陷阱的控制。画面中的计数器显示进入房屋及被捕获的嫌犯数。

## 剧情
游戏开场的情况说明由世嘉管制攻击小队（Sega Control Attack Team）或其他版本中的特别控制攻击小队（Special Control Attack Team）的西姆斯中尉（Lt. Simms）向玩家介绍。他表示，小队接到报警，指辖区内有五名少女失踪，最后出现在马丁家的酒庄。马丁一家的成员有维克多·马丁（Victor Martin）、其妻希拉（Sheila）及子女杰夫（Jeff，安卓拉·琼斯饰）和莎拉（Sarah）及表弟汤尼（Tony）。失踪的少女据称受邀在酒庄过夜。警方审问了马丁一家，他们表示少女已完全离开，拒绝让警方搜查房屋。警方之后将案件转交给攻击小队，由他们调查房屋。小队在屋内找到一系列的陷阱、监控镜头及地下室中用来控制这些设备的控制台。攻击小组的探员将超控电缆连接到控制台，将控制台连接到房屋后走廊的控制面板上。玩家将扮演攻击小队内部行动人员，负责在后走廊控制陷阱和镜头。
另外五名少女凯莉（Kelli）、阿什莉（Ashley）、丽莎（Lisa）、辛迪（Cindy）和梅根（Megan）进入酒庄，其中凯莉·梅德（Kelli Medd，达娜·柏拉图饰）是攻击小队安插的线人，但其他少女不知道她的真实身份。丽莎的弟弟丹尼（Danny）也陪同前往。一行人不知道房子住满了需要吸血生存的吸血鬼昂格斯族（Augers），而马丁一家正在转变为吸血鬼。之后的事件及结尾依玩家从吸血鬼手上救出哪位角色而决定。

## 开发

### 构思
1983年美国游戏业大萧条过后，开发过《恶魔袭击》等雅达利游戏的罗布·富洛普开始在之后创办雅达利的诺兰·布什内尔的公司Axlon工作。詹姆斯·莱利当时也在和布什内尔工作，负责策划连串零售促销互动式广告。莱利接到邻居富洛普的电话，对方说有位工程师向布什内尔的另一位员工汤姆·齐托（Tom Zito）推荐了一款挺吸引人的设备，这款设备利用家用录像系统技术打造仿电影游戏体验，可以同时切换四条视频轨道。当时他们给设备起名NEMO（外面的人绝对没说过的，Never Ever Mention Outside）。

原型游戏《犯罪现场》（Scene of the Crime）截图。

齐托希望推出一些游戏演示，用来向孩之宝展示这种技术。莱利希望打造一种能供玩家自由活动的环境，监控摄像头的概念由此诞生。富洛普和莱利受用13个房间展开剧情的1981年戏剧《塔玛拉》启发，这部剧要求观众决定想要追随的剧情线。富洛普和莱利用1985年的一个周末看了这部剧三次。他们喜欢这个设计末世，认为这会是互动媒体体验的良好雏形。后来诞生的原型游戏《犯罪现场》（Scene of the Crime）向孩之宝展示了NEMO新技术，测试了监控摄像头的玩法。该作品为时长5分钟的演示，其中玩家房子周围追踪可疑人物，找出盗窃了一笔钱的小偷。游戏最后，玩家必须猜出偷钱的人。1986年12月，一行人飞往罗德岛州波塔基特，向孩之宝总裁史蒂芬·哈森菲尔德及由22名高管组成的董事会介绍这种技术，对方很喜欢这种技术，决定资助该技术和游戏的后续开发。
NEMO团队准备好整部游戏的开发工作，开始回归到监控摄像头的概念，但却希望打造更具互动性、参与性的体验。齐托最初计划根据《猛鬼街》系列打造一部互动电影。经过与电影工作室的交涉，齐托聘请特里·麦克唐纳编写原创剧本。由编剧、导演、游戏设计师及程序员组成的跨界团队探讨将电影美术与电子游戏互动性融合，创造出引人入胜的互动式剧情的方法。最初的想法是利用《犯罪现场》的雏形打造极端环境，其中一名亿万富翁在一间大房子里留下数额巨大的现金，由最先进的安保系统守卫。在这种概念下，亿万富翁的女儿与她的青少年朋友待在房子时，被一群忍者模样的窃贼袭击，要把钱偷走。一番审视后，该构思最终演变至《午夜陷阱》中的吸血鬼概念。孩之宝担心游戏可能有“可复制的暴力行为”，因此不希望吸血鬼，也就是后来的昂格斯族咬人或是移动过于迅速。另外，昂格斯族用来抽人血的机器在孩之宝的要求下被故意设计出来。

### 制作与发行
游戏的开发工作需时六个月，部分时间用于电影拍摄，部分用于编程。影片采取35毫米胶片摄制，于1987年拍摄，耗时16天，随后的剪辑工作又花了数月。影片导演为詹姆斯·莱利，摄影指导为后来拍摄了1994年获奖作品《阿甘正传》的唐·伯吉斯。影片的布景一开始比较暗，后来考虑到画面在游戏中会像素化，便将灯光调亮。剧本也针对多线性的游戏玩法而作出调整。莱利确保拍摄的时序正确，使得演员在各个房间的活动同步。八个房间场景中，有四个场景同时进行，另外四个为静态图像。丹娜·柏拉图是演出团队中最知名的演员，著名作品有美国情景喜剧《细路仔》（1978至86年）。柏拉图当时的职业生涯开始走螺旋下坡路，部分原因是因为她吸毒和酗酒的私人问题。起先，她非常希望参与《午夜陷阱》，但之后出现问题，尽管富洛普认为和她在片场合作没有问题，也很享受两人的合作。据称，她毫不掩盖参与这个项目预示着她的名气和之前比起来有重大下滑的事实。昂格斯族由特技演员出演。他们开发出一种蹒跚的步伐，好让他们一直准备在陷阱落下时跌倒。游戏的影片摄制和剪辑同时进行。通过游戏的开发，富洛普和他的团队意识到他们之前使用的开发方式在互动式电影中不总是奏效。他们不能回到过去，“调整”屏幕上的元素及其他资产，例如插入新场景或改变演员进入镜头的时间。他们必须按照上交的视频材料进行工作。
游戏随另一部互动式电影《下水道鲨鱼》于1989年在NEMO平台发行。两部游戏的制作预算共450万美元（《午夜陷阱》150万，《下水道鲨鱼》300万），是当时制作成本最高昂的两部游戏。然而，游戏于1989年初在NEMO，也就是现在Control-Vision发行后，孩之宝取消了该平台的发行。公司指原因是硬件成本高昂。该平台原本定价199美元，但因机器动态随机存取存储器的生产成本高昂而升至299美元。相反，当时占据市场主导的红白机1989年的售价为100美元。莱利也表示影片制作成本的高昂也让孩之宝望而却步。富洛普对孩之宝的决定感到失望，便加入后来打造虚拟宠物模拟系列《Petz》的PF Magic。齐托购买下了《午夜陷阱》的版权，又发现索尼考虑在即将推出的超级任天堂CD-ROM转接器中发行《下水道鲨鱼》，便成立了自己的公司Digital Pictures将两部作品带到该平台。但转接器未能成为现实，齐托于是和世嘉合作，计划在 CD平台发行作品，《午夜陷阱》因此从VHS过渡至CD-ROM，于影片完成五年后的1992年在SEGA CD发行。1993年5月，英国审查机构禁止商家向15岁以下的消费者出售游戏，促使世嘉成立电子游戏分级委员会，对游戏的适用年龄段进行评级。1993年11月19日，游戏日本版发行。

## 美国国会听证会
1993年12月9日，美国参议院针对暴力游戏问题举行听证会，由参议员乔·李伯曼和赫伯·科尔主持，得到《今日美国》、《华盛顿邮报》及《纽约时报》等主流报纸的报道。整场听证会中，委员会审查了《午夜陷阱》及Midway的《真人快打》（1992）。曾承认从未玩过游戏的李伯曼表示《午夜陷阱》出现了无端的暴力行径，助长了针对妇女的性暴力行为。其中一个Game Over场景被认为非常有冒犯性，身穿睡袍的丽莎被昂格斯族抓走，身上的血要被他们吸走。汤姆·齐托本想解释睡袍场景的上下文，但还是保持沉默。PC版收录的纪录短片《危险游戏》（Dangerous Games）中，制作人及部分主创解释游戏剧情实际上是防止女性中陷阱被害。另外，抽血设备的外观原本不太写实，减少暴力程度。部分场景中，女孩被敌人抓住或拖走，但游戏并未出现裸体或极端暴力行为的场景，制作团队也没拍过。
《午夜陷阱》游戏设计师罗布·富洛普非常生气，认为他这款相对温和的游戏，不应该和将对手的心脏直接掏出的暴力游戏《真人快打》相比。時任任天堂美國高級副總裁霍华德·林肯向委员会作证指，《午夜陷阱》未能通过他们当时实行的方针指南，从未登陆任天堂平台。富洛普后来解释，林肯的一番话表面上让人觉得游戏不符合任天堂的道德标准，实际是说任天堂缺乏CD-ROM驱动器的技术条件。评论人批评任天堂故意利用此举转移丑闻，让世嘉显得不利。
听证会反而提升了《午夜陷阱》的公众知名度，导致接下来的一个星期共有5万份从零售渠道售出。据圣诞节还有两个星期，全美两大玩家连锁店玩具反斗城和KB Toys下架该游戏，此前两家公司被投诉利用电话进行有组织的促销活动。然而两家公司继续出售《真人快打》。游戏的封面也被利益团体批评带有性描写。1994年1月，世嘉从市场召回《午夜陷阱》。世嘉营销副总裁比尔·怀特（Bill White）表示游戏被人误解，实际上是在恶搞吸血鬼情景剧，世嘉也在1月份表示将发行经审查的版本。听证会促成娛樂軟件分級委員會于1994年成立，该北美游戏评级委员会运作至今。风波平息后，游戏被移植到3DO、32X、MS-DOS和Mac OS等平台，每个版本的封面均与原版不同。维珍游戏于1994年6月25日在日本发行3DO版。

## 发行
CD版《午夜陷阱》的评价最初褒贬不一。值得注意的是，该游戏是SEGA CD平台的首部互动式电影，因此被认为是游戏类型及技术层面的新突破。评论人很快便指出游戏的B级片质感使人想起青少年恐怖片。《Sega Force》的编辑认为，玩这个游戏就像是“导演你自己的B级片。《午夜陷阱》让你身临其境。”评论员表示，“古怪”、“低俗”的幽默感帮助提升游戏的吸引力，增强魅力。从技术层面来看，尽管世嘉CD的色彩表现较弱，游戏的画面还是被表扬质量高、顺滑。游戏玩法是最常被人投诉的地方。部分评论人认为玩法无聊、肤浅，基本上是在合适的时间按下按钮诱捕敌人。《电脑与电子游戏》的职员认为《午夜陷阱》类似于《龍穴歷險記》（1983）和《王牌空军》，玩法上存在同样的问题，都是在合适的时机按下按钮。
游戏移植到其他平台的版本收到更为严苛的评价。评论员认为移植的改良不是很好。《GamePro》认为移植版“某种程度上有所创新，但画面和音效如今玩起来像是很普通的东西”。《GameFan》的评论人批评游戏铺天盖地的宣传使得作品让人感觉比实际要好，表示“这就是一款一般的游戏，不过是获得太多不合理的关注而已。”评论人一边道认为游戏无聊乏味。《次世代》认为游戏“是有史以来最让人觉得崩溃的无聊作品......它就不是游戏。”评论人同意3DO和32X版本比SEGA CD原版呈现了更多的颜色及更高质量的视频。《午夜陷阱》在商业上获得成功，截至1998年共售出40万份。
游戏后来被人回归时依然获得负面的评价，最为人熟知的地方基本上是所衍生的争议。2001年，游戏被《电子游戏月刊》编辑Seanbaby列为史上第12糟糕游戏。2007年，他和其他游戏记者在介绍荒诞劣质游戏的网络系列喜剧节目《坏像素》中介绍了这款游戏。雅虎游戏于2007年将游戏列入史上最具争议性游戏榜单，表示：“如果不是因为它的争议，这款一次性SEGA CD游戏会逐渐被人遗忘，只因为这款游戏是将游戏玩法与真人视频相结合的又一次失败尝试。”《Game Informer》2008年将游戏列入最差恐怖游戏名单。2014年，游戏位列GamesRadar+100个最差游戏榜单第59位，被认为“不像游戏，更像对耐心的考验”。1996年，《电脑游戏世界》将游戏列入史上50款最差游戏榜单的第6位，认为游戏中“全动态影像的最终体验很差”。

## 再版发行
2014年5月，《午夜陷阱》设计者詹姆斯·莱利宣布正就分辨率及玩法有所改进的再发行版进行商讨。同年8月，成立了Night Trap有限公司的游戏原作者发起Kickstarter众筹活动，若目标达成将会重新发行其他Digital Pictures作品。另外，公司也在考虑制作原版游戏的续集。最终结果未达预期，33万美元的目标只得到了39843美元。
两年后的2016年5月，游戏开发者泰勒·霍格（Tyler Hogle）制作了《午夜陷阱》智能手机版的技术演示。他此前曾参与《双重开关》（1993）和《四分卫进攻》（1995）两部Digital Pictures游戏的移植。他在网上匿名发布了《午夜陷阱》演示版的短视频，促使部分游戏网站报道该视频，并询问汤姆·齐托有没有参与计划。霍格的确联系了齐托，两人正开发完整的作品。原版源代码及1987年影片的母带遗失，但莱利拥有已经定好时间的母带画面，便把它交给霍格。由于画面已经调好时间，霍格开发起来就更加容易了。然而，他还是要将原版游戏玩上几遍，才能找到触发场景的动作。
为纪念游戏发行25周年，名为《午夜陷阱：25周年版》（Night Trap: 25th Anniversary Edition）于2017年公布。游戏于2017年8月15日在PlayStation 4和Microsoft Windows平台发行，Xbox One版计划于未来发行。游戏由霍格的Screaming Villains开发发行，而限量实体版则由Limited Run Games面向PlayStation 4发行，共有三个封面，仿照当年世嘉CD原版、后来的世嘉CD版及32X版的封面。娱乐软件分级委员会给予再版“青少年”级评价，比原版的“成年”评级要低。周年纪念版采用了未压缩的图像，并新增此前未收录的一个开场和一个丹尼的死亡镜头、幕后开发人员评述、观看所有剧情视频的“剧院模式”、昂格斯族在房子中不断冒出的“幸存者模式”以及《犯罪现场》的可玩版。
游戏任天堂Switch版于2018年8月24日发行。多位记者指出，讽刺的是，前任天堂美国总裁霍华德·林肯曾在1993年的国会听证会上宣称“《午夜陷阱》永远不会出现在任天堂的平台”。游戏还发行了PlayStation Vita版。